# Damiaanmuseum
Het Damiaanmuseum is een museum gelegen in het Belgische Ninde bij Tremelo. Het museum is gewijd aan de Belgische missionaris Pater Damiaan.

## Geschiedenis

### Voorgeschiedenis

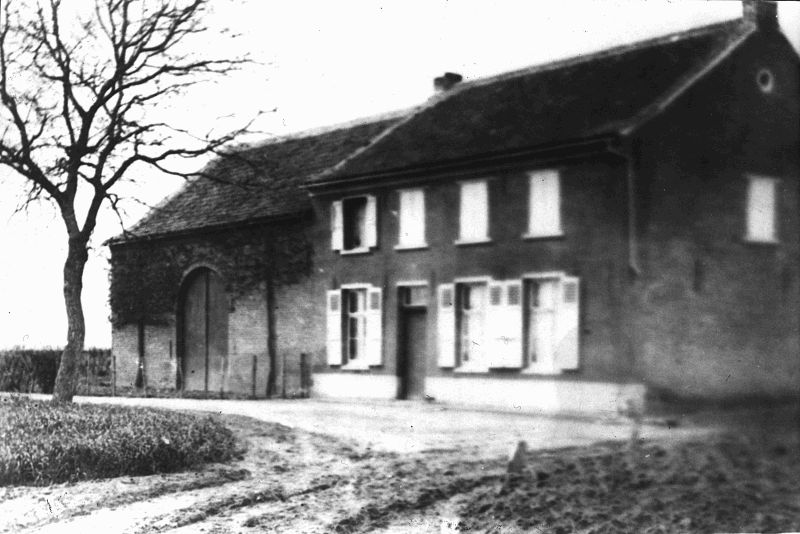
Geboortehuis P. Damiaan 1890

In 1895 werd het geboortehuis van pater Damiaan verkocht aan de paters van de Heilige Harten om er een klooster op te richten. Het grootste deel van de boerderij werd gesloopt om plaats te maken voor nieuwe kloostergebouwen. Het eigenlijke geboortehuis werd min of meer bewaard. De verschillende ruimten werden evenwel aangepast aan hun nieuwe functie. De paters bouwden de schuur om tot woonruimte, namen hun intrek in de slaapkamers op de eerste verdieping en richtten de leefruimten op het gelijkvloers in als spreekkamer en museumruimte. De geboortekamer van Damiaan wordt geïncorporeerd in een kapel.
Pater Maurits Raepsaet, overste van wat later de Belgische provincie van de paters van de Heilige Harten zal worden, wilde op de plaats waar de grote held der naastenliefde en toekomstige heilige Damiaan geboren werd een herinneringsplek maken. Mede met de hulp van Damiaans medewerker Jozef Dutton slaagde hij erin heel wat voorwerpen die aan Damiaan hebben toebehoord en nog aanwezig waren in zijn huis en in de Sint-Philomenakerk op Kalaupapa te verzamelen. Vanaf het begin van de 20ste eeuw werden ze bewaard in dat geboortehuis.
In 1906 werd een nieuwe kloostervleugel grenzend aan de schuur aangebouwd en in 1907 werd het klooster een noviciaat (opleidingshuis voor kandidaat-kloosterlingen). Tussen 1909 en 1910 breidde men het neogotisch kloostercomplex uit met bijkomende gebouwen en een kapel. In 1929 maakte de schuur plaats voor een nieuw studiehuis.
Intussen waren er ook plannen om een museum over Pater Damiaan in België op te richten. Eind 1936, na de overbrenging van het lichaam van Damiaan naar België, trok de toenmalige provinciale overste pater Paul Vanhoutte naar Amerika en Hawaï om aan de burgerlijke en kerkelijke autoriteiten zijn dankbaarheid voor hun medewerking bij de overbrenging van het lichaam van Damiaan te betuigen. Hij liet deze kans niet schieten om voorwerpen te verzamelen voor het toekomstige museum. Zo ontmantelde hij in de Sint-Philomenakerk op Kalaupapa het door Damiaan vervaardigde hoofdaltaar om het te verschepen naar België. In de sacristie nam hij een monstrans, een processievaandel, een achttiende-eeuws altaarmissaal en wellicht een in pandanus ingebonden muziekhandschrift mee. Het Bishopmuseum in Honolulu schonk hem daarenboven een collectie Hawaïaanse etnografische voorwerpen. Hij slaagde er eveneens in om via de nicht van de Engelse schilder Edward Clifford, die Damiaan portretteerde in 1888, portretten te verwerven voor zijn museum. Bij het uitbreken van de Tweede Wereldoorlog kwam pater Vanhoutte om het leven en zijn plannen om een Damiaanmuseum op te starten in Leuven werden samen met hem begraven.

### Museum
In de nacht van 25 op 26 september 1943 werd het klooster in Tremelo door een brand vernield. Het geboortehuis van Damiaan met daarin de vele voorwerpen die aan hem hebben toebehoord, bleven gespaard. Na de voltooiing van het nieuwe klooster in 1949 werd het geboortehuis onder impuls van pater Walter Mutsaarts en volgens de plannen van architect Victor Broos verbouwd tot het Damiaanmuseum.
De ruïnes van het neogotisch klooster werden omgebouwd tot museumzaal waar de voorwerpen van Damiaan tentoongesteld worden. Etnografische voorwerpen tonen in de Hawaïzaal een exotisch beeld van de eilanden. Het museumgebouw kreeg een toren als blikvanger die tegelijk verwees naar de missiekerkjes. De voorste kamers van het geboortehuis werden op basis van getuigenissen van Marie De Veuster (dochter van Gérard, broer van Damiaan) ingericht zoals het vroeger was.
Op 26 mei 1952 werd het geboortehuis erkend als monument. Een dag later opende het officieel de deuren als museum. In juni 1953 ging ook de andere museumzaal open. In 1956 werd de originele doodskist van Damiaan uit 1889 tentoongesteld in de kelder van het geboortehuis net onder Damiaans geboortekamer.

### VZW Damiaanmuseum
In 2007 werd de VZW Damiaanmuseum opgericht. De stichtende leden waren de Vereniging der Paters der Heilige Harten, de VZW Damiaanactie, de Provincie Vlaams-Brabant en de gemeente Tremelo met Bart Massart als voorzitter.

### Latere verbouwingen
In de jaren 1980 werd het museum al eens heringericht.
Sinds begin 2007 waren er plannen om het museum grondig te vernieuwen. Vanaf 2009 werder er bouwvergunningen aangevraagd. In november 2013 sloot het museum de deuren gedurende 4 jaar voor renovatie.
Op 25 mei 2017 opende het nieuwe Damiaanmuseum de deuren. De toren werd verbouwd en er werd een nieuwbouw bijgeplaatst. De procedure voor het bekomen van de bouwvergunning heeft heel wat voeten in de aarde gehad, omdat de toenmalige ambtenaar vond dat het bouwvolume en de bouwstijl van de nieuwbouw niet in verhouding stond tot het geboortehuis zelf. Door alle complicaties werd zelfs even overwogen door de VZW Damiaanmuseum om uit te wijken naar Leuven.

## Opbouw en concept
Het Damiaanmuseum bewaart, onderzoekt en toont het Damiaanerfgoed in een meerstemmig perspectief. Het loodst de bezoeker doorheen de verschillende periodes in het leven van deze Grootste Belg. Het is opgedeeld in zes zones en neemt de bezoeker mee in de voetsporen van de priester-missionaris Damiaan en laat zien hoe zowel hij als zijn erfgoed ook vandaag nog weten te inspireren en te engageren.